# Therlinya monteithae
Therlinya monteithae är en spindelart som beskrevs av Gray och Smith 2002. Therlinya monteithae ingår i släktet Therlinya och familjen Stiphidiidae.
Artens utbredningsområde är Queensland. Inga underarter finns listade i Catalogue of Life.